# 豐前松江站

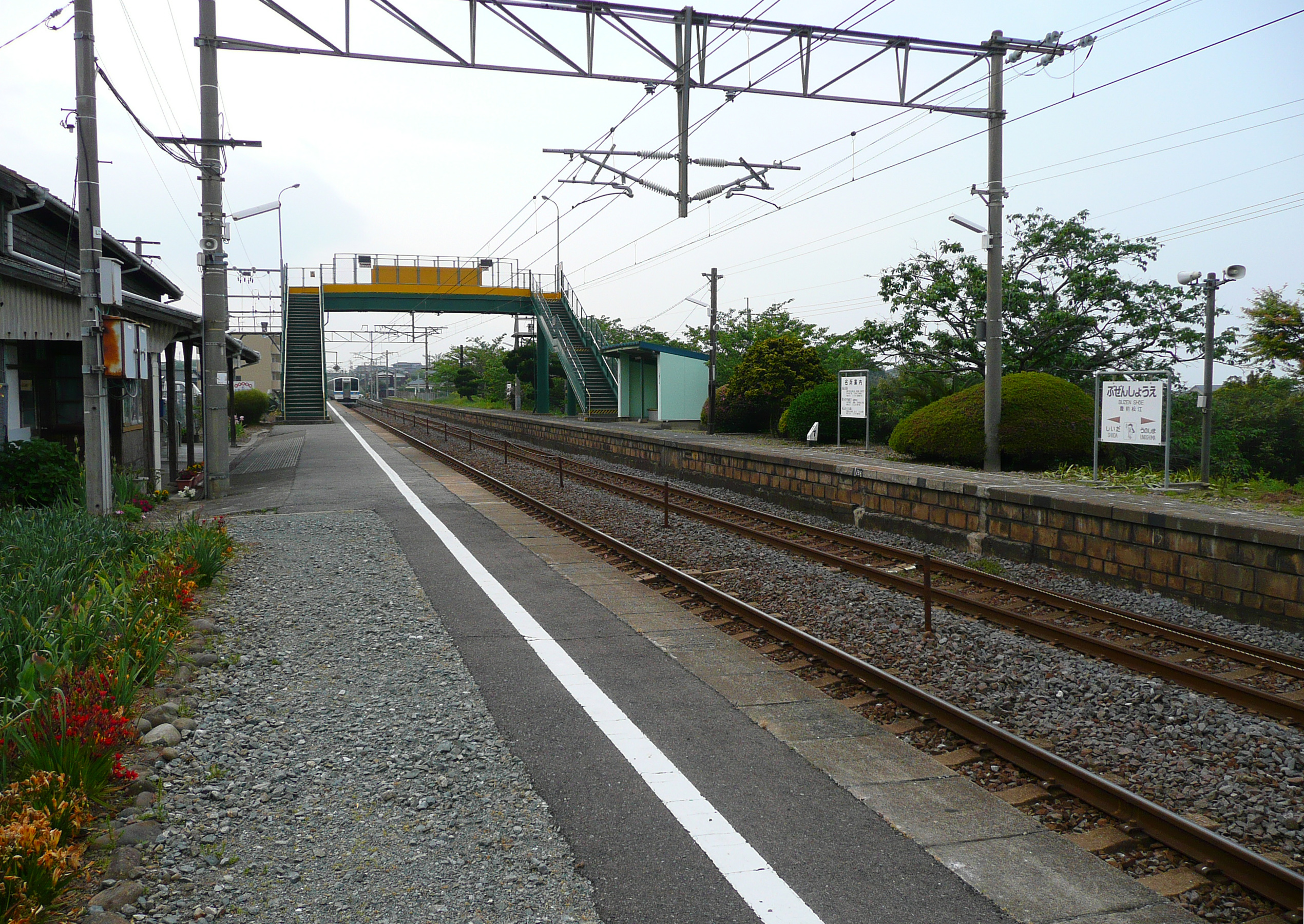
車站月台（2007年5月4日）

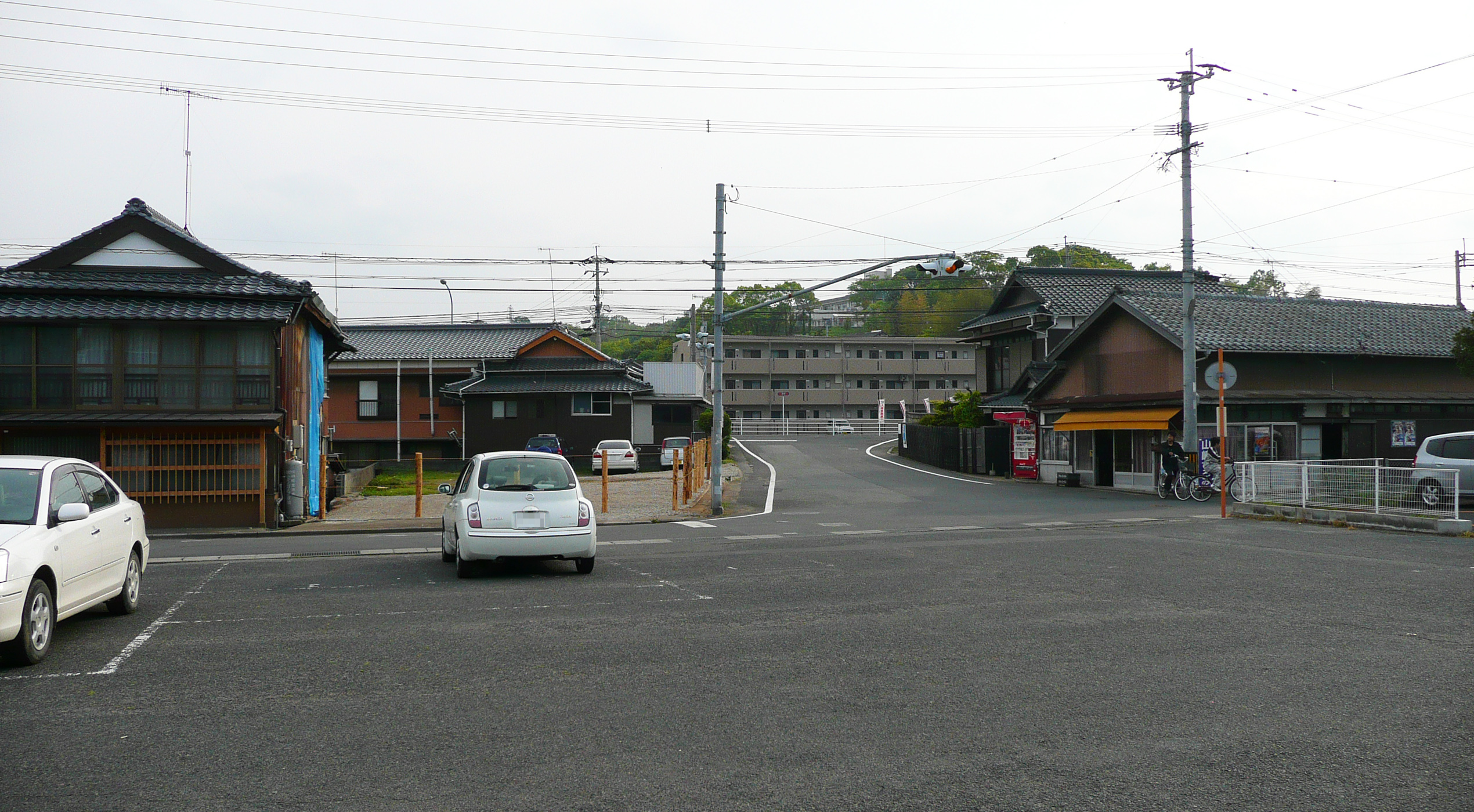
站前風景（2007年5月4日）

豐前松江站（日语：／ Buzen-Shōe eki */?）是位於福岡縣豐前市大字松江橫園，九州旅客鐵道（JR九州）的日豐本線車站。

## 車站構造
車站是一座地面車站，設有2面2線的相對式月台。各月台上設有跨線橋連接。車站大樓於1932年（昭和7年）落成，為一座木造建築物。在2003年（平成15年）車站大樓入口的站名牌由當地的書法家揮毫，並利用樟樹製成。
此站由JR九州鐵道營業負責車站業務，為業務委託車站。車站沒有MARS，只有POS終端機。車站沒有自動閘機，只有簡易SUGOCA閘機。
此站可以使用「SUGOCA」IC卡，以及可以與SUGOCA互相使用的交通系IC卡。車站內設有SUGOCA增值機與可購買SUGOCA。

### 月台
| 月台 | 路線      | 上下行 | 方向           |
| ---- | --------- | ------ | -------------- |
| 1    | ■日豐本線 | 上行   | 行橋、小倉方向 |
| 2    | ■日豐本線 | 下行   | 宇島、中津方向 |

## 歷史
- 1897年9月25日：第一代豐州鐵道（日语：豊州鉄道）松江站啟用[4]。
- 1901年9月3日：豐州鐵道被第一代九州鐵道收購[5]。
- 1907年7月1日：豐州鐵道被國有化，成為帝國鐵道廳車站[6]。
- 1932年：車站大樓重建[2]。
- 1945年5月1日：為了區份山陰本線上的松江站，車站改名為豐前松江站[7]。
- 1971年：改為業務委託車站。
- 1987年4月1日：隨國鐵分割民營化，車站由九州旅客鐵道（JR九州）營運[8]。
- 2003年12月18日：站房入口的站名牌改以樟樹製造[2]。
- 2009年3月1日：可以使用IC卡「SUGOCA」[9]。

## 使用狀況
2016年起，因JR九州只公佈使用人數首300個車站的人數，本站的日均使用量未能打入首300位位置，但因每年仍能維持日均有超過100人的使用人數，因此納為「超過100人使用」的車站。
以下為有數據的1日整年度乘客人次：
| 年度     | 1日平均 乘車人次   | 參考資料      |
| -------- | ------------------ | ------------- |
| 1979年   | 198,903            | [ 10 ]        |
| 1980年   | 190,412            | [ 10 ]        |
| 1981年   | 197,926            | [ 10 ]        |
| 1982年   | 202,584            | [ 10 ]        |
| 1983年   | 209,045            | [ 10 ]        |
| 1984年   | 211,433            | [ 11 ]        |
| 1985年   | 200,974            | [ 11 ]        |
| 1986年   | 200,155            | [ 11 ]        |
| 1987年   | 207,166            | [ 11 ]        |
| 1988年   | 198,962            | [ 11 ]        |
| 1989年   | 196,393            | [ 12 ]        |
| 1990年   | 207,672            | [ 12 ]        |
| 1991年   | 205,376            | [ 12 ]        |
| 1992年   | 199,581            | [ 12 ]        |
| 1993年   | 185,545            | [ 12 ]        |
|          |                    |               |
| 2016年起 | 未有實數（>100人） | [ 13 ] [ 14 ] |

## 相鄰車站
九州旅客鐵道
■日豐本線
■快速（只設上行班次）
通過
■普通
椎田－豐前松江－宇島